# Kopper i Silkeborg
 Der er for få eller ingen kildehenvisninger i denne artikel, hvilket er et problem. Du kan hjælpe ved at angive troværdige kilder til de påstande, som fremføres i artiklen.

Den 19. september 1909 blev der konstateret to tilfælde af kopper i Silkeborg. Byens læger og Sundhedskommission iværksatte en effektiv indsats mod sygdommen og undgik udbruddet af en egentlig epidemi.
Sygdommen menes at stamme fra russiske klude på Silkeborg Papirfabrik. De ofte uhumske klude blev håndsorteret af kvinder på fabrikken, som herved blev udsat for smittefare. 
Det første tilfælde menes at være kludesortereske Laura Jønson, der boede i Valdemarsgade sammen med sin treårige datter Gudrun, hos sin far støberiarbejder Peter Nielsen og dennes kone. Laura fik i juli/august en mæslingelignende sygdom. Hun blev rask, men hendes far og dennes kone blev begge smittet og døde sidst i august. Kort efter – den 9. september – fik også barnet smitten. 
En anden kludesortereske – Anna Josefsen, der havde besøgt de afdøde fik nu selv en mæslingelignende sygdom og blev indlagt på Silkeborg Amtssygehus. Den 18. september opdagede sygehuslæge A. Hansen, at mæslingesygdommen var kopper.

## Foranstaltninger
Sundhedskommissionen trådte sammen og tog forskellige skridt til at begrænse sygdommen. Man vedtog at lukke børneskoler, iværksætte offentlig vaccination og re-vaccination. Samtidig besluttede man at oprette et koppelazaret, hvortil man eksproprierede et hus i udkanten af byen, på hjørnet af Ørnsøvej og Herningvej. Samtidig rekvirerede man udstyr udefra til desinfektion, samt et Döckersk filttelt til internering af mistænkelige tilfælde. Samt al den vaccine man kunne skaffe.
Den 10. oktober indførtes forbud mod at børn kunne gå i biografen, samtidig hermed lettedes forbuddet mod at gå i skole til kun at gælde børn fra Valdemarsgade og omkringliggende gader. I det hele taget var Valdemarsgade i søgelyset og indsatsen koncentreredes om dette område. Blandt andet skulle løse hunde i området skydes, man mistænkte, at en koppepatient var blevet smittet af en hund der havde været oppe i sengen hos en patient i Valdemarsgade og bragt smitten hjem til sin ejer.

## Behandling
Byens læger påbegyndte massevaccination under primitive forhold på Borgerskolen. Mange gik forgæves med deres børn, fordi vaccinen slap op. Hver dag kom nye forsyninger, men det var ikke nok. Lægerne anslog, at de vaccinerede over 2300 frem til den 2. oktober.
Til behandling af de syge indrettede man et lazaret, hvor man efter tidens nyeste teknikker malede vægge og lofter røde og klæbede vinduerne til med rødt stof. Samtidig oplystes rummene med rødt lys, en behandling som angiveligt skulle hindre ardannelse efter kopperne. På lazarettet behandlede man i alt syv patienter – angiveligt forhindrede man ardannelse hos de fleste. 
Koppeepidemien krævede kun et dødsoffer – et barn på under 1 år. To mere hvis man regner Peter Nielsen og hans kone med. Det blev dog aldrig fastslået om de døde af kopper, fordi de døde før kopperne kunne nå at udvikle sig på huden.
De relativt få, der blev smittede og det ene dødsfald viser hvor effektivt indsatsen var og hvor forholdsvis godt byen var forberedt på at imødegå epidemisygdomme i starten af det 20. århundrede. Ikke mindst gav et højt vaccinationsniveau befolkningen en god beskyttelse.